# Hydraulické vápno
Hydraulické vápno je druh vápna používaného pro výrobu vápenné malty. Hydraulicita je schopnost vápna tvrdnout pod vodou. Hydraulické vápno se vyrábí žíháním vápence obsahujícího jíl a jiné nečistoty. Vápník v peci reaguje s nerosty obsaženými v jílu a tvoří křemičitany, které umožňují, aby vápno tvrdlo bez přítomnosti vzduchu. Nezreagovaný vápník je uhašen na hydroxid vápenatý. Hydraulické vápno se používá v případech, kdy je potřeba rychlejší počáteční tvrdnutí, než umožňuje běžné vápno, v náročnějších podmínkách (i pod vodou).

## Použití ve stavebnictví

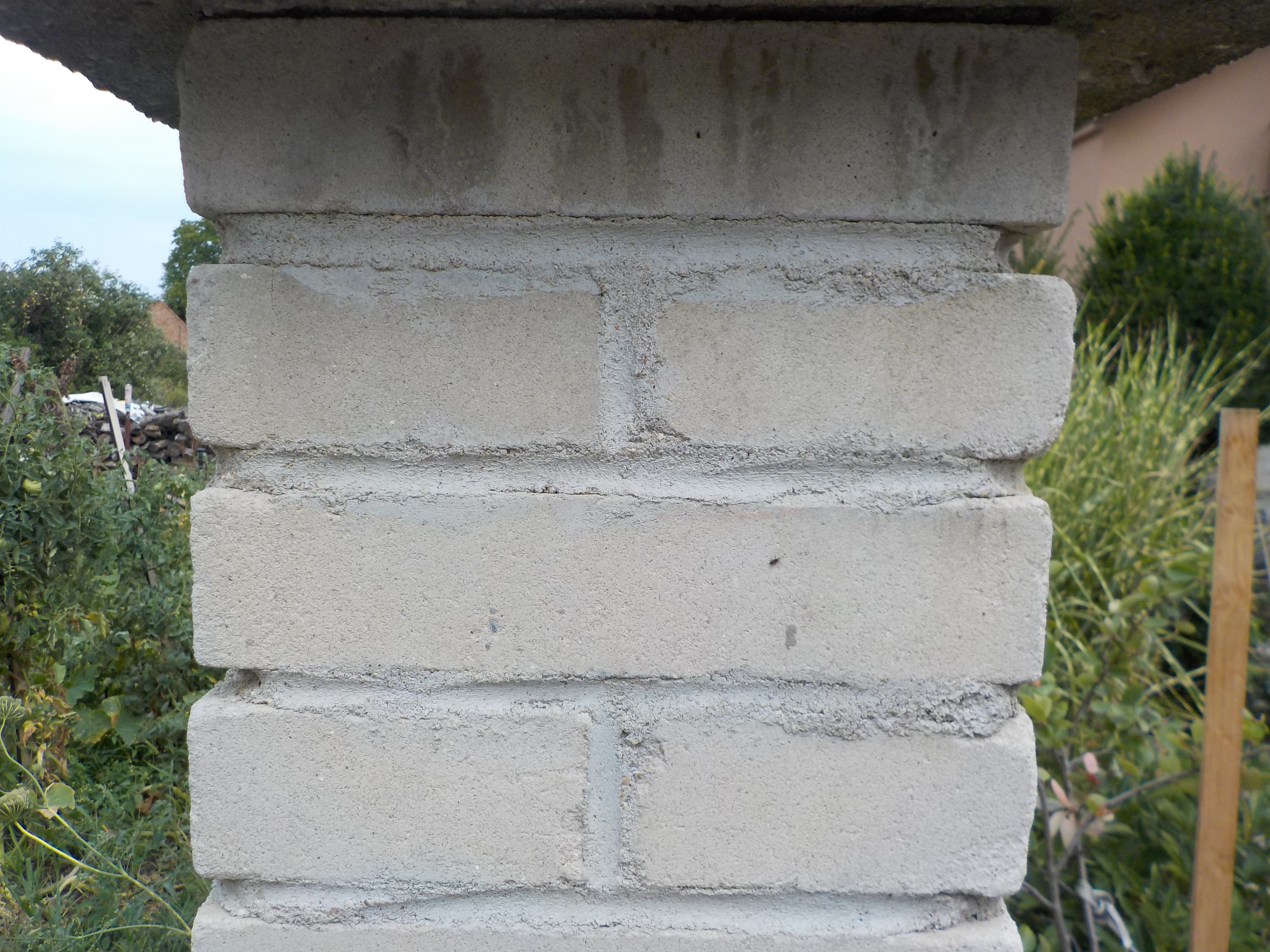
Malta se složením Hydraulické Vápno, Cement, Písek a voda

Hydraulické vápno se používá jako konstrukční materiál z těchto důvodů:
- Má nižší modul pružnosti.
- Není třeba osazovat klouby umožňující pohyb mezi částmi stavby.
- Umožňuje stavbám „dýchat“, nezadržuje vodu ve zdech.
- Pálí se při nižší teplotě než portlandský cement, proto vzniká méně emisí a je menší spotřeba tepla oproti výpalu portlandského slínku.
- Kámen a cihly spojované vápennou maltou lze snadno znovu použít.
- Vápno je „obětováno“, ve smyslu, že je méně pevné a rozpadá se snadněji než kámen. Proto chrání méně pevný kámen, např. pískovec nebo vápenec, před ničivými účinky tepelné expanze a vymrzání.
- Má menší hustotu než cement, proto netvoří takové tepelné můstky.
- Vápno reabsorbuje ze vzduchu oxid uhličitý uvolňovaný při pálení vápna. Váže tedy zpět většinu množství uvolněného při výrobě vápna. Čím hydrauličtější je vápno, tím méně CO2 je absorbováno zpět při tvrdnutí. Např. NHL 3,5 (pevnost 3,5 MPa) pohltí zpět jen 50 % CO2, v porovnání se 100 % absorbovanými čistým hydroxidem vápenatým.

## Klasifikace
Přírodní hydraulické vápno (NHL) se klasifikuje podle pevnosti nebo podle hydraulického modulu. Hydraulický modul je definován takto:
MH=CaO/ (Al2O3+Fe2O3+SiO2)
Podle těchto kritérií se rozlišují tyto druhy hydraulického vápna:
- slabě hydraulické vápno (2 MPa, resp. MH = 6–9) – pro interiéry a kryté exteriéry
- středně hydraulické vápno (3,5 MPa, MH = 3–6) – pro většinu oblastí aplikace v exteriéru
- silně hydraulické vápno (5 MPa, MH = 1,7–3) – pro zatížené aplikace v exteriéru, např. komíny nebo podlahové desky a podezdívky

Vápna s MH > 9 se považují za vápna vzdušná.